# Джеймс, Алекс
Алекс Джеймс (англ. Alex James; 21 ноября 1968) — английский музыкант, бас-гитарист группы Blur, а также журналист.

## Биография и музыкальная карьера
Джеймс родился в Боском, Борнмут и учился в государственной школе города, где начал играть в группах. В 1988 году встретил будущего члена Blur Грэма Коксона в колледже Голдсмитс, где Джеймс изучал французский, также он познакомился с его школьными друзьями, которые выступали в то время в группе «Цирк». В 1989 году присоединился к группе «Сеймур», в которой участвовали все трое, позже группа была переименована в Blur. Выступал на фестивале в Гластонбери летом 2009 года. Blur выступали на церемонии закрытия летних Олимпийских игр в Лондоне в 2012 году в Гайд-Парке. В отличие от других музыкантов группы, не выступал сольно, однако участвовал в группах Fat Les, Me Me Me, Wig Wam, работал с Софией Эллис-Бекстор на её дебютном сольном альбоме Read My Lips. Автобиография о выступлениях Джеймса с группой — Кусочек Blur была выпущена в июне 2007 издательством Little, Brown and Company. Журналистом Observer она была описана как «путеводитель по британской музыке». Джеймс опубликовал продолжение под названием All Cheeses Great and Small: A Life Less Blurry в сентябре 2011 года, в ней была описана его трансформация из поп-звезды в производителя сыра на ферме в Оксфордшире.

## Производство сыра
Джеймс стал известен производством сыра. После ошеломительного успеха группы переехал в Котсволдс и купил ферму, которую переоборудовал в сырный завод, где производит разные марки сыра. Каждая марка имеет свой собственный вкус. Сыр Blue Monday был назван в честь его любимой песни британской группы New Order и немного горький, сыр «Little Wallop» — сыр из козлиного молока. Сыр «Farleigh Wallop» получил награду на Британской премии лучших сыров в 2008 году, а в 2010 Джеймс сам стал членом её жюри.